# Château de Béthanie
Le château de Béthanie est un château disparu qui se trouvait sur le site actuel du CERIA, à Anderlecht, en Belgique. Il se confond avec le château de Waesbroeck, dont le domaine appartenait au Moyen Âge, à la famille d'Aa.

## Histoire
L'histoire du domaine et des bâtiments qui s'y trouvèrent reste mal connue et mal documentée.

### Villa Aa
La première mention de cette villa date de 1057. C'est cette villa qui fut le centre seigneurial de la famille d'Aa et petit à petit transformée en château.

### Le château de Waesbroeck

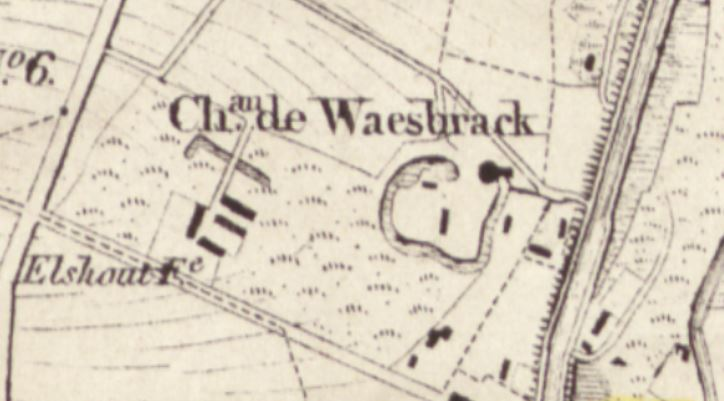
Le château de Waesbroeck sur le plan de Vandermaelen (1846).

La carte de Ferraris, datée de 1777, montre un château de Waesbroeck dont le domaine est enserré entre la chaussée de Bruxelles (aujourd'hui la chaussée de Mons) et la Senne. La racine -broeck, en néerlandais signifie marais, environnement caractéristique de la région
Ce château était celui de la famille d'Aa aux alentours du XIIe siècle. À partir du XIVe siècle, les terres de la famille sont progressivement dispersées. La ferme Elishout, par exemple, toute proche du château  est cédée à l'abbaye de Forest au début du XIVe siècle.
Philippe de Recourt et de Licques, seigneur de La Vere, chevalier de l'ordre de Calatrava, fut aussi seigneur de Waesbroeck par partage du 11 mai 1635.
Peut-être la ferme a-t-elle suivi de près le sort du château tout au long du Moyen Âge car c'est bien le château et la ferme Elishout que vendent les héritiers de Jean Josse Du Trieu et de Marie Madeleine de Fraye le 16 octobre 1789 à Charles Swerts, poissonnier de Bruxelles. Dans son ouvrage paru en 1855, Alphonse Wauters confirme que la ferme dépend à nouveau bien du château.
Un bâtiment, encore identifié comme château de Waesbroeck, est présent sur un plan de Bruxelles de 1858 et une lettre, datée du 6 septembre 1901, est encore adressée à Robert de Viron (1860-1929 ; bourgmestre de Dilbeek en 1913), au château de Waesbroeck à Anderlecht.

### Le château de Béthanie
Au début du XXe siècle le château abrite un pensionnat pour jeunes filles faibles et tuberculeuses, dirigé par les Sœurs servantes du Cœur de Jésus. Le château, renommé château de Béthanie, était la filiale A des Œuvres du Mont-Thabor (Thaborberg, en néerlandais), une institution humanitaire catholique - le nom de Béthanie n'étant, à ce titre, pas choisi au hasard -, fondée à Dilbeek au début du XXe siècle et qui disposait de plusieurs domaines similaires. L'institution connut une grande notoriété à en juger au nombre de cartes postales éditées alors portant une photo du domaine et des enfants qui s'y égayaient. Robert de Viron, mentionné ci-dessus et bourgmestre de Dilbeek où il possédait une importante demeure, n'est peut-être pas étranger à cette occupation caritative.

### Le CERIA
Le 25 octobre 1949, la première pierre du futur CERIA est posée - le château de Béthanie est donc démoli avant cette date. Le terrain, resté humide sinon marécageux a été remblayé et asséché par les terres excavées pour le creusement de la Jonction Nord-Midi.
Seule une pièce d'eau établit un lien entre ces trois époques : l'étang principal où l'on voit les enfants se baigner.

## Galerie

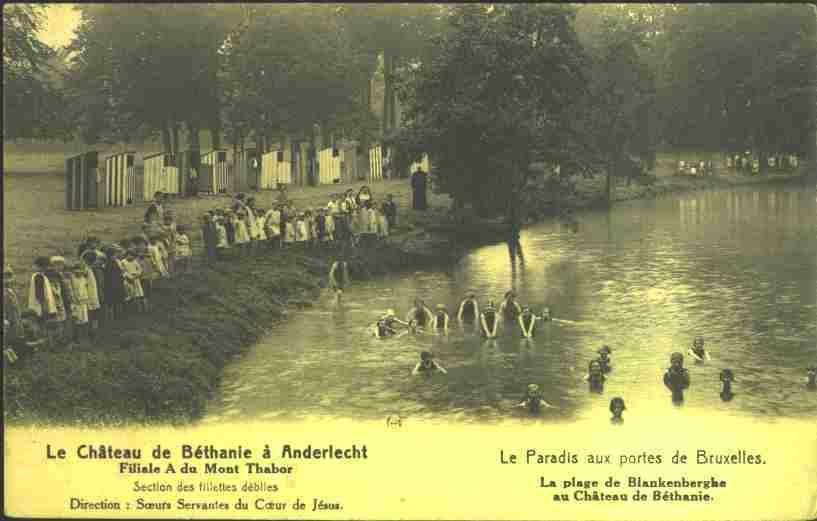
Blankenberg au château de Béthanie.
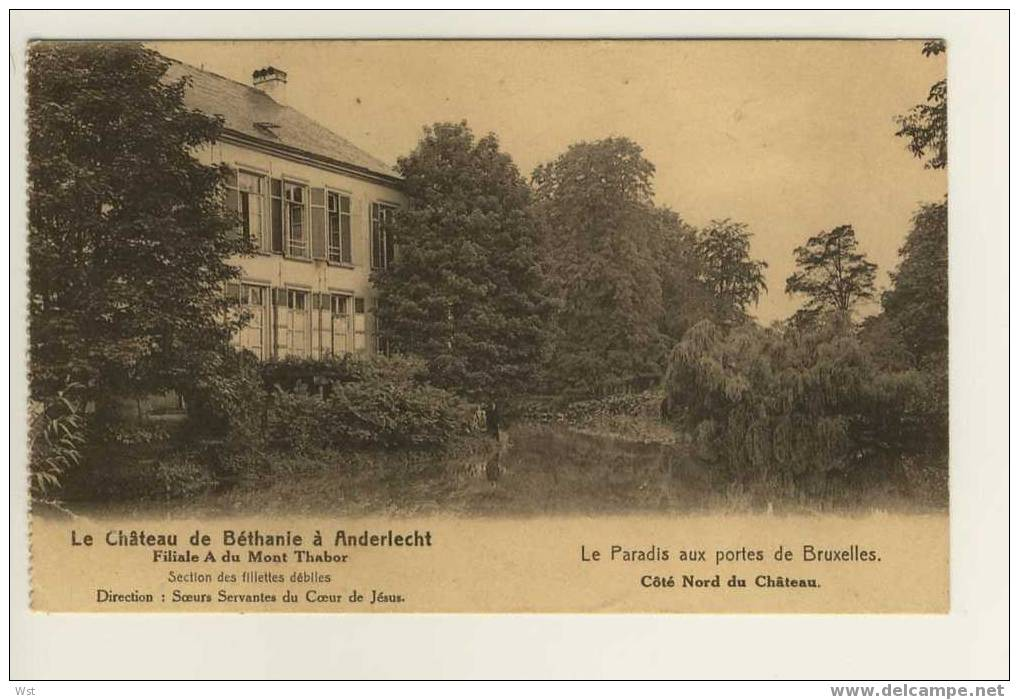
Façade nord.
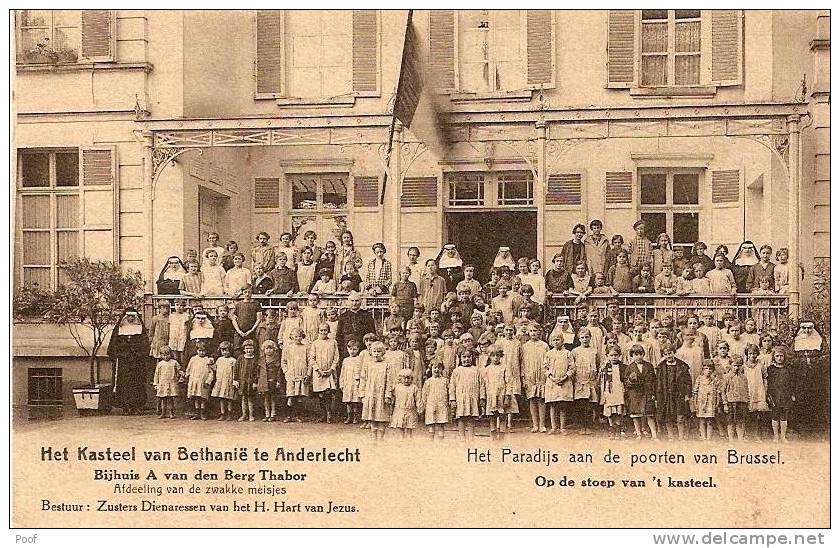
Les pensionnaires.
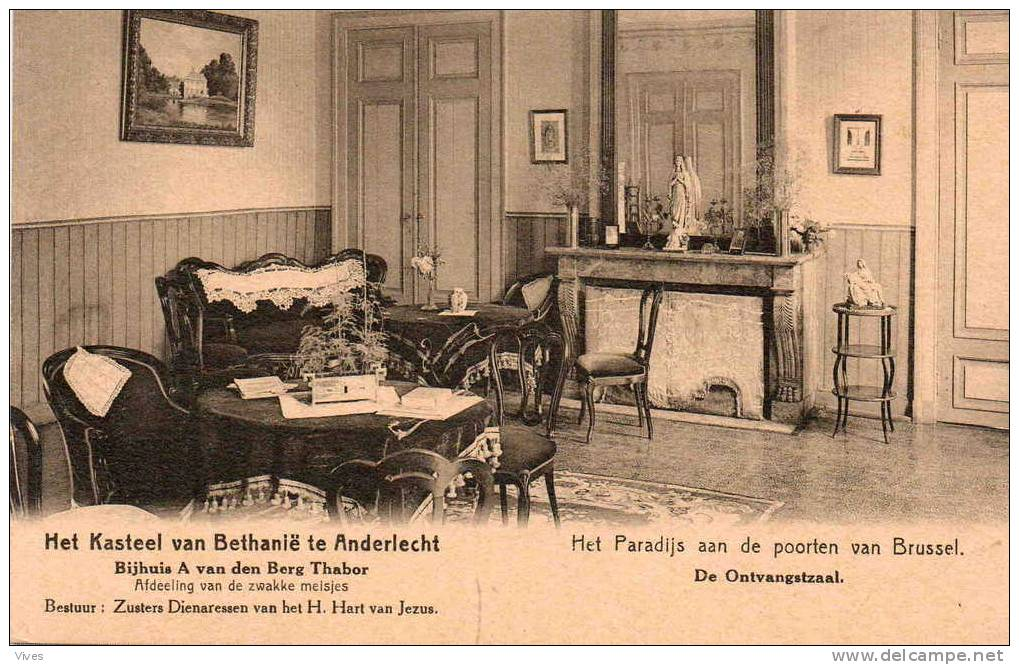
La salle d'accueil.
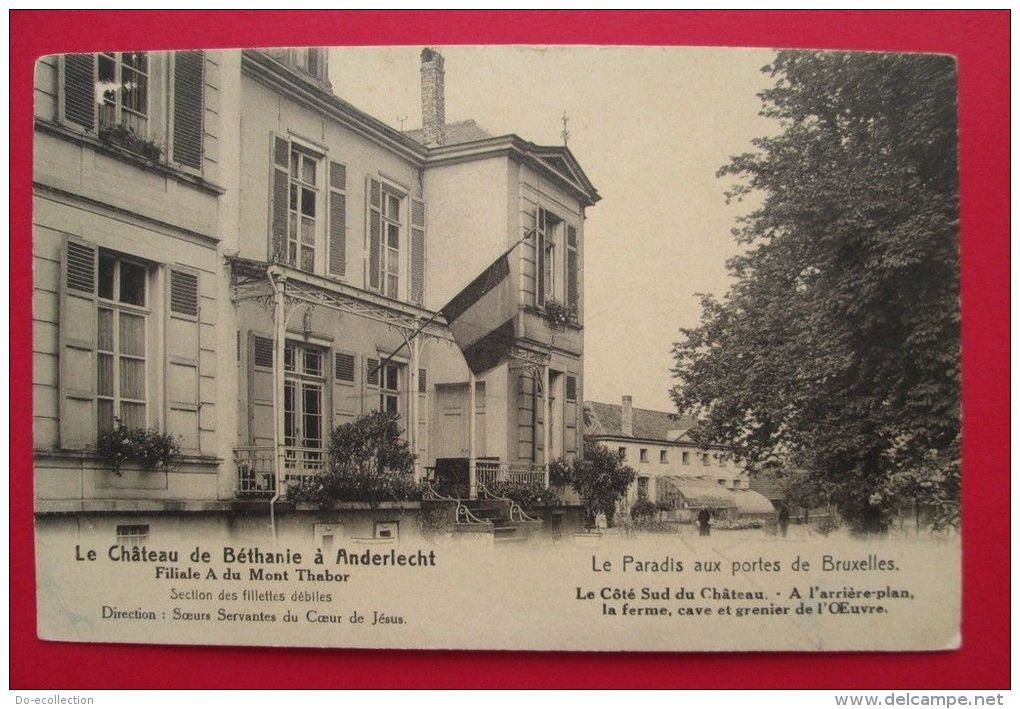
Détail façade sud.
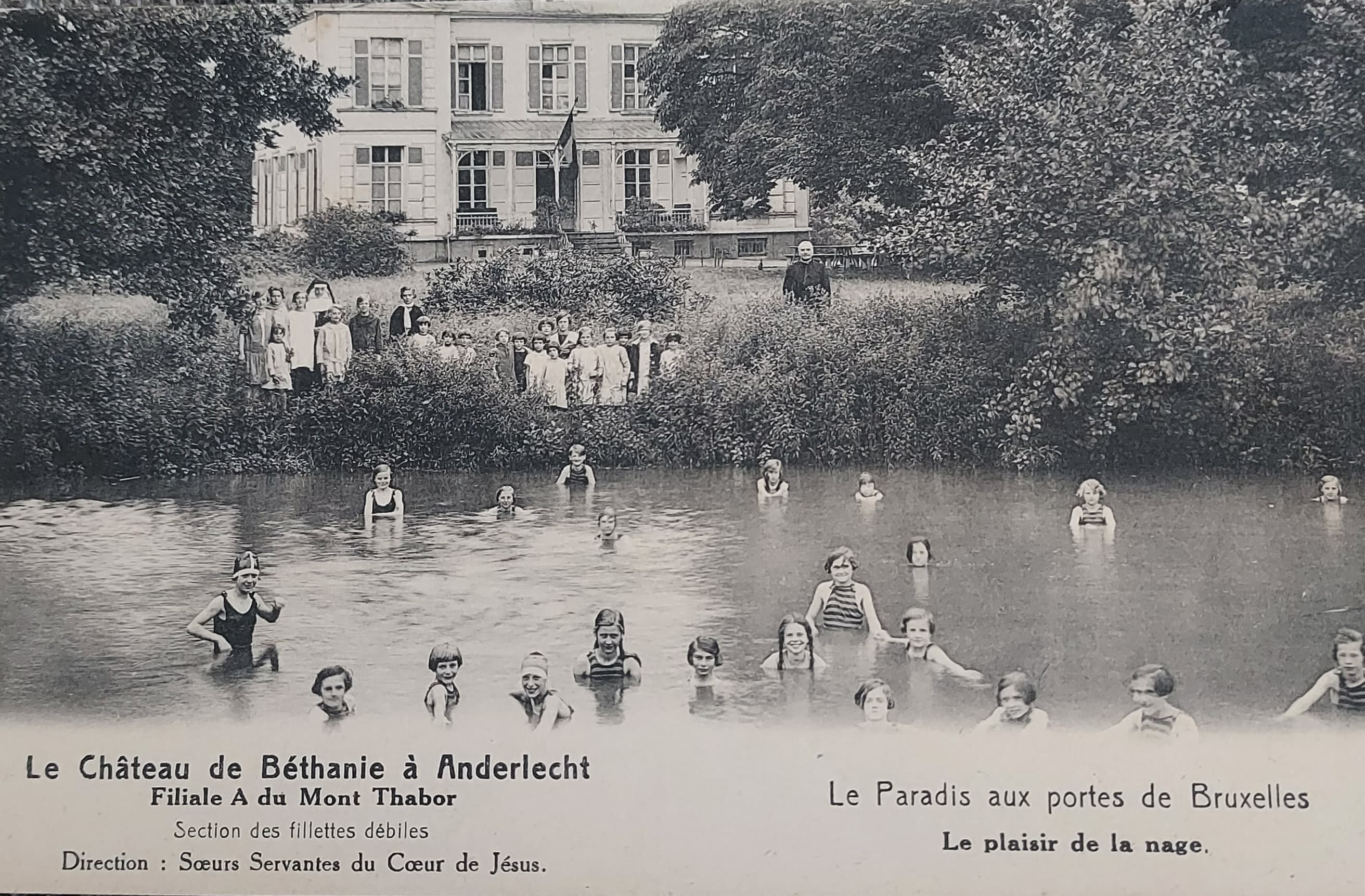
Le plaisir de la nage.